# Tournée de l'Afrique du Sud de rugby à XIII en 1963
| \| 1. Brisbane 2. Sydney \| Les deux test-matchs disputés en Australie. |
| 1. Brisbane 2. Sydney                                                   |

La tournée de l'équipe d'Afrique du Sud de rugby à XIII en 1963 est la première tournée d'une équipe de rugby à XIII représentant l'Afrique du Sud. Une année après avoir disputé trois test-matchs contre la sélection britannique nommée « Lions Britanniques » dans le cadre d'une tournée de ces derniers, l'Afrique du Sud entreprendre d'effectuer une tournée en Australie et en Nouvelle-Zélande. Elle y perd deux test matchs contre l'Australie, le premier 34-6 et le second 54-21, avant de battre de manière épique dans la boue et la pluie la Nouvelle-Zélande 4-3, ce dernier n'est toutefois pas répertorié comme un test-match. La tournée emmène la sélection africaine dans un premier temps à parcourir les états du Queensland, de Nouvelle-Galles du Sud et du territoire de la capitale australienne, avant de se rendre dans un second temps en Nouvelle-Zélande avec un test-match programmé contre la nation hôte mais la participation de deux Australiens côté sud-africain a amené un refus de considérer cette rencontre comme officielle.
Cette tournée a pour vocation de lancer le mouvement du rugby à XIII en Afrique du Sud en s'appuyant des joueurs aguerris au rugby à XV qui en cette époque sont amateurs. Bien que cette tournée peut paraître comme un succès en raison de l'arrivée d'internationaux sud-africains de rugby à XV, cela a incité les instances dirigeantes de rugby à XV en Afrique du Sud à entreprendre de nombreuses actions pour éradiquer toute concurrence à son code de rugby et en s'appuyant sur son ancrage politique durant l'apartheid interdisent tout accès à leurs terrains pour toute pratique de rugby à XIII jusqu'aux années 1990.

## Historique

### Préambule

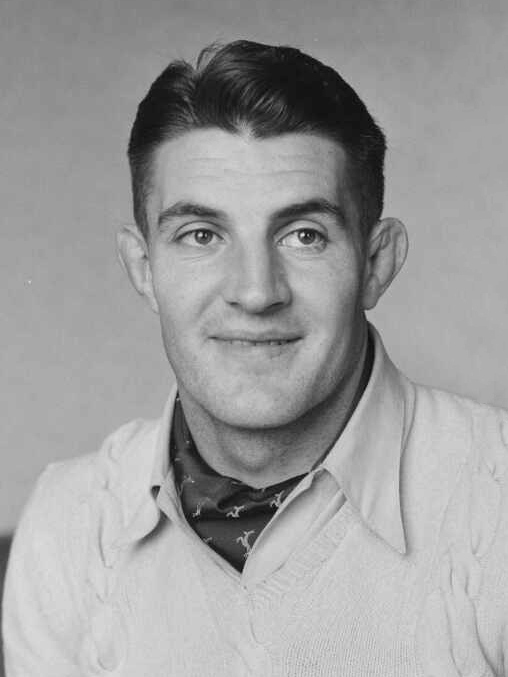
Dawie Ackermann est désigné capitaine de la sélection sud-africaine dans cette tournée.

À partir des années 1950, l'Afrique du Sud connaît de nombreuses initiatives pour l'implantation du rugby à XIII dans une pays où le rugby à XV séduit de nombreux Sud-africains, notamment dans les classes « blanches » en raison de la politique de l'apartheid. Ces initiatives ne sont pas vues d'un bon œil par les instances quinzistes qui entreprennent toute action pour éradiquer tout mouvement du rugby à XIII. En 1957, le promoteur Ludwig Japhet réussit à convaincre les dirigeants français et britanniques d'organiser une tournée dans le pays. Trois matches exhibitions furent ainsi remportés par les britanniques qui se disputèrent à Benoni (61-41), Durban (32-13) et à East London (69-11). Cela permis alors de maintenir une présence de ce code rugby en Afrique du Sud de manière assez confidentielle, sans réel élan sur le sol sud-africain. Toutefois, certains joueurs de rugby à XV découvrit ce code de rugby à XIII et sont séduis par la possibilité de devenir professionnels, n'hésitant pas à s'expatrier en Grande-Bretagne tels la star en devenir l'ailier Tom van Vollenhoven qui fera le bonheur de St Helens RLFC entre 1957 et 1968 et aujourd'hui intégré au temple de la renommée du rugby à XIII britannique, du centre Alan Skene évoluant à Wakefield de 1958 à 1963, de l'arrière Fred Griffiths qui devient le joueur clé de Wigan et North Sydney entre 1957 et 1966, et du centre Wilf Rosenberg jouant à Leeds et Hull FC entre 1959 et 1963.
À partir de 1961, le rugby à XIII sud-africain se dote petit à petit de clubs et de compétitions. Le club anglais de Wakefield effectue une tournée en Afrique du Sud, ce qui permet de poursuivre la publicité autour de ce code de rugby. Un réel élan est donné lors de la tournée de la sélection britannique nommée « Lions Britanniques » en 1962 autour de trois test-matchs à Pretoria, Durban et Johannesburg. Eu égard à ces trois test-matchs, les promoteurs Irwin Benson et Harry Kelley s'associent pour permettre de mettre en place une tournée sud-africaine en Australie. Le premier, sud-africain, a pratiqué le rugby à XV dans sa jeunesse avant de découvrir le rugby à XIII lors d'un voyage en Angleterre, il décide d'entreprendre à son retour en Afrique du Sud le développement de ce sport. Le second est un britannique qui a pratiqué le rugby à XIII dès son plus jeune âge à Leeds et Bramley, immigré en Afrique du Sud après la guerre en devenant directeur d'une société de construction et en investissant de son temps pour le développement du rugby à XIII autour de Pretoria Les deux promoteurs de ce sport en Afrique du Sud décident alors d'organiser une tournée en Australie et Nouvelle-Zélande lors de la période estivale de 1963 en s'appuyant sur des joueurs de premier plan transfuge du rugby à XV, et l'appel d'un entraîneur australien prestigieux Dave Brown. Les Britanniques en parallèle présentent la garantie aux joueurs recrutés dans l'équipe sud-africaine de rugby à XIII de les reclasser dans ses clubs si l'opération échouait.
La tournée se déroule entre juillet et août 1963 autour d'un noyau de 25 joueurs dont les internationaux sud-africains de rugby à XV Dawie Ackermann, Mannetjies Gericke, Colin Greenwood, Martin Pelser ou encore Alan Skene,. L'entraîneur Dave Brown fait également appel à deux joueurs australiens sur des postes clés pour permettre d'avoir une équipe homogène sous ses ordres : le talonneur Frederick Anderson et Graham Wilson, qui ne prendront pas part aux test-matchs.

### Déroulement de la tournée

#### Série contre l'Australie

##### Test 1
Lang Park - Brisbane, Australie, 20 juillet 1963
Arbitre :  Jack Bradley
Spectateurs : 10 210
Points marqués :
- Australie : 8 essais de Langlands (2), Day, Gasnier, Harrison, Irvine, Lumsden et Raper ; 5 buts de Johns (5).
- Afrique du Sud : 3 buts de Smit (3).

Composition des équipes
- Australie  : Lee Johns - Ken Irvine, Graeme Langlands, Reg Gasnier, Eddie Lumsden - Earl Harrison (o), Arthur Simmons (cap., m) - Noel Kelly, Ian Walsh, Peter Gallagher, Dick Thornett, Ken Day, Johnny Raper - Entraîneur : Clive Churchill.
- Afrique du Sud : Gert Smit - John Gaydon, Alan Skene, Johan Pieterse, Bart Erasmus - Colin Greenwood (o), Mannetjies Gericke (m) - Martin Pelser, Bunny Oberholzer, Jan Verway, Willem Vermaas, Dawie Ackermann (cap.), Victor Jacobs - Entraîneur : Dave Brown.

Le 20 juillet 1963 est disputée la première confrontation officielle entre la sélection de l'Australie et de l'Afrique du Sud. Le match se déroule dans le Lang Park de Brisbane dans l'état du Queensland devant 10 210 spectateurs. Dans le cadre de la tournée de l'Afrique du Sud, il s'agit de leur cinquième match, le premier des deux test-matchs programmés contre l'Australie. Avant cette rencontre, l'Afrique du Sud a remporté sur ce mois de juillet deux rencontres - 20-10 contre Northern Division et 41-2 contre Monaro - et perdu deux rencontres - 5-49 contre Sydney Firsts  et 18-32 contre Queensland Firsts.
L'Australie prépare cette rencontre avec le plus grand sérieux malgré une opposition faite pour le plupart de néophytes en rugby à XIII et principalement venus du rugby à XV. Ces deux test-matchs contre l'Afrique du Sud permettent aux joueurs de pouvoir prétendre à la tournée programmée en fin d'année en Europe entre l'Angleterre et la France. Ce match revêt d'une importance capitale pour l'Afrique du Sud qui compte s'en servir pour implanter durablement le rugby à XIII dans son pays où les instances fédératives prennent fait et cause pour le code de rugby à XV. La rencontre est arbitrée par l'Australien Jack Bradley qui réalise son quatrième test-match de sa carrière.
La rencontre voit l'Australie clairement supérieure à son adversaire mais a dû attendre la sortie définitive sur blessure du pilier sud-africain Martin Pelser pour se démarquer clairement au score et creuser l'écart. Au finale, elle empile huit essais à zero et s'impose sur le score large de 34-6. les six points des Sud-Africains sont l’œuvre de coups de pied de Gert Smit qui réussit trois pénalités.

##### Test 2
Sydney Cricket Ground - Sydney, Australie, 27 juillet 1963
Arbitre :  Jack Bradley
Spectateurs : 16 995
Points marqués :
- Australie : 12 essais d'Irvine (2), Langlands (2), K. Thornett (2), Gallagher, Gasnier, Harrison, , Johns, Muir et Raper ; 5 buts de Johns (9).
- Afrique du Sud : 5 essais de Greenwood (2), Gericke, Oberholzer et Pieterse ; 3 buts de Griffiths (3).

Composition des équipes
- Australie  : Lee Johns - Ken Irvine, Reg Gasnier (cap.), Ken Thornett, Graeme Langlands - Earl Harrison (o), Barry Muir (m) - Peter Gallagher, Noel Kelly, Paul Quinn, Dick Thornett, Ken Day, Johnny Raper - Entraîneur : Clive Churchill.
- Afrique du Sud : Gert Smit - Johan Pieterse, Fred Griffiths, Alan Skene, Bart Erasmus - Colin Greenwood (o), Mannetjies Gericke (m) - Bunny Oberholzer, Jan Verway, Willem Vermaas, Victor Jacobs, Gerghardus van Zyl, Dawie Ackermann (cap.) - Entraîneur : Dave Brown.

Le 27 juillet 1963 est disputée la seconde confrontation officielle entre la sélection de l'Australie et de l'Afrique du Sud. Le match se déroule dans le Sydney Cricket Ground de Sydney dans l'état du Nouvelle-Galles du Sud devant 16 995 spectateurs. Dans le cadre de la tournée de l'Afrique du Sud, il s'agit de leur septième match, l'Afrique du Sud ayant disputé un match amical entre les deux test-match perdu 21-30 contre South Queensland Firsts . Il s'agit donc du second des deux test-matchs programmés contre l'Australie. L'Afrique du Sud a concédé une première défaite lors du premier test-match et espère présenter une meilleure opposition. Quelques changements sont opérés dans les deux sélections.

## Résultats
L'Afrique du Sud a programmé treize rencontres dont deux test-matchs contre l'Australie. La tournée prend place dans un premier temps en Australie puis dans un second temps en Nouvelle-Zélande.
Australie
- 7 juillet : Afrique du Sud 20-10 Northern Division (Tamworth, 5 750 spectateurs)
- 10 juillet : Afrique du Sud 41-2 Monaro (Canberra, 3 500 spectateurs)
- 13 juillet : Afrique du Sud 5-49 Sydney Firsts (Sydney, 18 219 spectateurs)
- 16 juillet : Afrique du Sud 18-32 QLD Firsts (Brisbane, 6 752 spectateurs)
- 20 juillet : Afrique du Sud 6-34 Australia (Brisbane, 10 210 spectateurs)
- 24 juillet : Afrique du Sud 21-30 South QLD Firsts (Brisbane, 2 187 spectateurs)
- 27 juillet : Afrique du Sud 21-54 Australia (Sydney, 16 995 spectateurs)
- 28 juillet : Afrique du Sud 17-27 Newcastle (Newcastle, 7 634spectateurs)
- 30 juillet : Afrique du Sud 18-39 Parramatta (Sydney, 5 372 spectateurs)

Nouvelle-Zélande
- 1er août : Afrique du Sud 21-12 Wellington (Wellington)
- 3 août :  Afrique du Sud 8-12 South Island (Christchurch)
- 7 août : Afrique du Sud 4-10  Auckland (Auckland, 4 500 spectateurs)
- 10 août : Afrique du Sud 4-3 Nouvelle-Zélande (Auckland)

Bilan : 4 victoires, 9 défaites. 204 points pour, 314 points contre.

## Résultats des test-matchs
Le tableau suivant récapitule les résultats de l'équipe d'Afrique du Sud contre les équipes nationales.
| No | Date            | Lieu                           | Match                      | Score   | Compétition |
| -- | --------------- | ------------------------------ | -------------------------- | ------- | ----------- |
| 1  | 20 juillet 1963 | Lang Park - Brisbane           | Australie – Afrique du Sud | 34 – 6  | test match  |
| 2  | 27 juillet 1963 | Sydney Cricket Ground - Sydney | Australie – Afrique du Sud | 54 – 21 | test match  |

### Conséquences de la tournée
Après ses rencontres sur le sol australien dont deux test-matchs contre l'Australie puis sur le sol néo-zélandais dont une victoire 4-3 qui augure de belles perspectives, le retour en Afrique du Sud est brutal. Pendant cette tournée, les instances de rugby à XV sud-africains décrètent l'interdiction pour les treizistes de tous les terrains sur lesquels se jouent le rugby à XV. De nombreux Sud-Africains présents dans la tournée décident alors de rester en Australie ou de jouer en Angleterre. De leurs côtés, les promoteurs ainsi que la fédération sud-africaine toute récemment créée de rugby à XIII cherchent à trouver des solutions mais finalement jettent l'éponge après une année de combats et renoncent. De nombreux joueurs de la tournée restent à l'étranger à l'instar de Colin Greenwood, Fred Griffiths ou de Gert Coetzer.
La sélection sud-africaine ne put renaître qu'après la fin de l'apartheid avec une participation à la Coupe du monde 1995 plus de trente ans plus tard.

## Groupe de la tournée
Le groupe de la sélection sud-africaine est composé de vingt-cinq joueurs,. Tous les joueurs sont sud-africains à l'exception des Australiens Frederick Anderson et Graham Wilson venus aider la sélection. L'entraîneur est l'Australien Dave Brown.
| Joueur                      | Date de naissance | Club                   | Test-match | Test-match | Test-match | Test-match | Test-match | Total | Total | Total | Total | Total |
| Joueur                      | Date de naissance | Club                   | M          | Pts        | Ess.       | Buts       | Dp.        | M     | Pts   | Ess.  | Buts  | Dp.   |
| Dawie Ackermann (capitaine) | 3 juin 1930       | Southern Suburbs       | 2          | -          | -          | -          | -          | 6     | -     | -     | -     | -     |
| Frederick Anderson          | 22 mai 1933       | Canterbury-Bankstown   | -          | -          | -          | -          | -          | 3     | -     | -     | -     | -     |
| Harry Bennett               | (âgé de 27 ans)   | Eastern Transvaal (XV) | -          | -          | -          | -          | -          | 6     | -     | -     | -     | -     |
| Gert Coetzer                | (âgé de 24 ans)   | Wakefield              | -          | -          | -          | -          | -          | 2     | 3     | 1     | -     | -     |
| Jan de Waal                 | (âgé de 24 ans)   | Vall Club (XV)         | -          | -          | -          | -          | -          | 7     | 18    | 6     | -     | -     |
| Bart Erasmus                | (âgé de 25 ans)   | Southern Suburbs       | 2          | -          | -          | -          | -          | 10    | 6     | 2     | -     | -     |
| John Gaydon                 | (âgé de 25 ans)   | Widnes                 | 1          | -          | -          | -          | -          | 10    | 9     | 3     | -     | -     |
| Mannetjies Gericke          | 8 juin 1933       | Southern Suburbs       | 2          | 3          | 1          | -          | -          | 9     | 1     | 3     | -     | -     |
| Colin Greenwood             | 25 janvier 1936   | Wakefield              | 2          | 6          | 2          | -          | -          | 9     | 9     | 3     | -     | -     |
| Fred Griffiths              | (âgé de 29 ans)   | North Sydney           | 1          | 6          | -          | 3          | -          | 6     | 48    | 2     | 20    | 1     |
| Victor Jacobs               | (âgé de 27 ans)   | Southern Suburbs       | 2          | -          | -          | -          | -          | 11    | 6     | 2     | -     | -     |
| Bunny Oberholzer            | (âgé de 27 ans)   | Southern Suburbs       | 2          | 3          | 1          | -          | -          | 7     | 3     | 1     | -     | -     |
| Ontie Odendaal              | (âgé de 23 ans)   | Pretoria (XV)          | -          | -          | -          | -          | -          | 5     | -     | -     | -     | -     |
| Ockert Oosthuizen           | (âgé de 33 ans)   | Pretoria (XV)          | -          | -          | -          | -          | -          | 7     | 6     | 2     | -     | -     |
| Roelof Peacock              | (âgé de 28 ans)   | Pretoria (XV)          | -          | -          | -          | -          | -          | 5     | -     | -     | -     | -     |
| Ken Pelser                  | (âgé de 32 ans)   | Johannesburg city (XV) | -          | -          | -          | -          | -          | 9     | 6     | 2     | -     | -     |
| Martin Pelser               | 23 mars 1934      | Johannesburg city (XV) | 1          | -          | -          | -          | -          | 7     | 9     | 3     | -     | -     |
| Johan Pieterse              | (âgé de 24 ans)   | Johannesburg city (XV) | 2          | 3          | 1          | -          | -          | 12    | 12    | 4     | -     | -     |
| Natie Rens                  | (âgé de 33 ans)   | Southern Suburbs       | -          | -          | -          | -          | -          | 4     | -     | -     | -     | -     |
| Alan Skene                  | 2 octobre 1932    | South Sydney           | 2          | -          | -          | -          | -          | 8     | 9     | 3     | -     | -     |
| Gert Smit                   | (âgé de 28 ans)   | Eastern Transvaal (XV) | 2          | 6          | -          | 3          | -          | 11    | 48    | 2     | 21    | -     |
| Gerghardus van Zyl          | (âgé de 31 ans)   | Southern Suburbs       | 1          | -          | -          | -          | -          | 7     | -     | -     | -     | -     |
| Willem Vermaas              | (âgé de 23 ans)   | Pretoria (XV)          | 2          | -          | -          | -          | -          | 6     | 3     | 1     | -     | -     |
| Jan Verway                  | (âgé de 32 ans)   | Southern Suburbs       | 2          | -          | -          | -          | -          | 5     | -     | -     | -     | -     |
| Graham Wilson               | 24 juin 1939      | Newtown                | -          | -          | -          | -          | -          | 3     | -     | -     | -     | -     |